# سویلا باروس
سویلا باروس (انگلیسی: Zoila Barros؛ زادهٔ ۶ اوت ۱۹۷۹) بازیکن والیبال اهل کوبا بود.